# アンドレッティ・ベイン
アンドレッティ・ベイン（Andretti Bain 1985年12月1日 - ）はバハマのナッソー出身の陸上競技選手。専門は400m走。
2004年の世界室内陸上選手権の1600メートルリレー走でクリス・ブラウン、ティモシー・マニングス、デニス・ダーリングと共に5位になった。2008年のNCAA室内陸上選手権の400メートル競走で優勝、予選では自己ベストの46秒02を出した。
2008年のNCAA陸上選手権では400mで44秒62を出して優勝、同年の北京オリンピックではバハマ選手団の一員となり、1600mリレーで銀メダルを獲得した。